# Eastern Youth
Eastern Youth is een Japans punkrocktrio, opgericht in 1989 in Hokkaidō. Hun geluid combineert veel verschillende stijlen en is vooral complex voor een driedelige band. Hun teksten drukken de hulpeloosheid van Japanse jongeren uit. Hun invloeden zijn onder meer Fugazi, Jawbreaker, Jets to Brasil, Stiff Little Fingers en Discharge.

## Bezetting
Huidige bezetting
- Hisashi Yoshino (zang, gitaar)
- Atsuya Tamori (drums)
- Muraoka Yuka (basgitaar)

Voormalige leden
- Tohru Mitsuhashi
- Tomokazu Ninomiya

## Geschiedenis
Eastern Youth werd in 1989 opgericht als Scanners door de jeugdvrienden Hisashi Yoshino en Atsuya Tamori in Sapporo, Hokkaidō. Van 1989 tot 1993 waren ze de beste oi!/skinhead-act in Japan. De uitgebrachte 3 albums en 1 single stonden op verschillende verzamelalbums. De band veranderde de naam van EASTERN YOUTH in Eastern Youth en wierp het skinhead-beeld van hun verleden af. De band verhuisde in 1990 naar Tokio. In 1995 brachten ze hun eerste publicatie uit op hun eigen platenlabel, 坂 本 商店: (Sakamoto-Shoten) 口 笛 、 夜 更 け に 響 Kuchibue Yofuke-ni-Hibiku (A Whistle Rings Late At Night). Binnen de volgende 5 jaar werd Eastern Youth legendarisch in het Japanse indierockcircuit en in 2000 speelden ze voor het eerst in de Verenigde Staten met At The Drive-In, waardoor hun populariteit grotendeels werd vergroot. Ze gingen in 2001 met Jimmy Eat World op tournee door Amerika en in 2006 met de Saddle Creek Records-band Cursive, met wie Eastern Youth twee kanten opsloeg in de ep 8 Teeth to Eat You uit 2003. Tijdens de "Bottom of the world"-Tour 2015 kondigt Tomokazu Ninomiya aan dat hij de band zou verlaten. Hij werd vervangen door Muraoka Yuka.

## Discografie

### Singles
- 1991: For Skins and Punks EP
- 1991: Noboru Asahi Abite
- 1996: Hadashi de Ikazaru wo Enai
- 1997: Aosugiru Sora
- 1999: Kaze no Naka
- 1999: Amazarashi nara Nureru ga Ii sa
- 2000: Seijaku ga Moeru
- 2001: Kakatonaru
- 2002: Sekai ha Warehibiku Miminari no you da
- 2004: Kyousei Shiryoku 0.6 (Corrected Eyesight 0.6)
- 2007: Boiling Point 36°C
- 2008: Akai-Inoatama Blues
- 2018: Tokeidai no Kane

### Albums
- 1989: East End Land
- 1990: Time Is Running
- 1993: Eastern Youth
- 1995: 口笛、夜更けに響く
- 1997: 孤立無援の花
- 1998: 旅路ニ季節ガ燃エ落チル
- 1999: 雲射抜ケ声
- 2001: 感受性応答セヨ
- 2003: 其処カラ何ガ見エルカ What Can You See From Your Place
- 2004: DON QUIJOTE
- 2006: 365步のブルース 365-Step Blues
- 2007: 地球の裏から風が吹く Blowing from the Other Side of the Earth
- 2009: 歩幅と太陽 The Pace With the Sun
- 2011: 心ノ底ニ灯火トモセ Kokoro No Soko Ni Tomoshibi Tomose
- 2012: 叙景ゼロ番地 Jokei Zero Banchi
- 2015: ボトムオブザワールド Bottom Of The World
- 2017: SONGentoJIYU